# Himmelverbot
Himmelverbot (teilweise mit Untertitel: Himmelverbot – Lebenslänglich auf Bewährung) ist ein deutsch-rumänischer Dokumentarfilm von Andrei Schwartz aus dem Jahr 2014. Die Premiere des Films war am 28. Oktober 2014 beim DOK Leipzig. Der deutsche Kinostart war am 13. August 2015.

## Inhalt
Während der Dreharbeiten zum Film Leben auf 1 qm (2005) über das Hochsicherheitsgefängnis Rahovan in Bukarest lernte Schwartz Gavriel Hrieb kennen, der wegen Mordes an einer Staatsanwältin zu lebenslanger Haft verurteilt war, und begleitete ihn nach dessen Begnadigung nach 21 Jahren Haft im Jahr 2012 zwei Jahre lang.
Anfangs ist Hrieb voller Hoffnung auf ein neues Leben, allerdings fällt es ihm schwer, seine Rolle in der Gesellschaft zu finden. Rumänien, das mittlerweile zur Europäischen Union gehört, hat sich verändert. Er findet keine Arbeit, keine Zuhause, wo es ihm gefällt. Seine Mutter ist überfordert und die alten Konflikte belasten ihn.
Schwartz vermutet schließlich, dass ihm Hrieb nicht die volle Wahrheit gesagt hat und beantragt Einsicht in die Mordakte.

## Kritik
Der Filmdienst urteilte, die „Doppelbödigkeit der Aufnahmen“ mache den Film „zu weit mehr als einer klassischen Dokumentation“. Unter der „Oberfläche einer Resozialisierungsgeschichte“ verberge sich eine „wechselseitige Bezogenheit des Filmemachers und seines Protagonisten, die an die Grenzen des Genres“ führe.

## Auszeichnungen
- 2015 Dekalog-Filmpreis
- 2019 Hauptpreis der Nonfiktionale Bad Aibling[4]